# Песчанка (река, Колгуев)
Песчанка — река в Ненецком автономном округе, протекает на острове Колгуев.
Длиннейшая островная река Европейской части России.

## Описание
Длина реки 148 км, площадь водосборного бассейна 921 км² (26 % территории острова).
Берёт начало в озёрах на северо-западе острова. В верховьях течёт на юг, затем поворачивает на восток и пересекает остров чуть севернее его центра. В нижнем течении поворачивает на юг и впадает в мелководную губу на восточном побережье острова, выходящую в Поморский пролив в юго-восточной части Баренцева моря (эта часть моря также носит название Печорское море).
В низовьях от реки слева отделяется рукав река Подземная (длина 19 км) — течёт на восток и впадает в протоку у озера Песчаное.
Бассейн реки представляет собой заболоченную тундру, постоянного населения нет. В низовьях бассейна ведётся добыча нефти (Песчаноозёрское месторождение).

## Основные притоки
(от устья, в скобках указана длина притоков в км)
- 0,3 км пр: Дорожкина (15)
- 48 км пр: Ельгов-Тарка (36)
- 54 км лв: Гольцовка (19)
- 82 км пр: Хыйпэяха (11)
- 90 км лв: Ижимка-Тарка (20)
- 108 км пр: Амбарный (Ельцовый) (11)
- 119 км пр: Ларьяха (11)
- 131 км пр: Сейдикъяха (23)
- 140 км лв: Пустая (14)